# Compagni (famiglia)

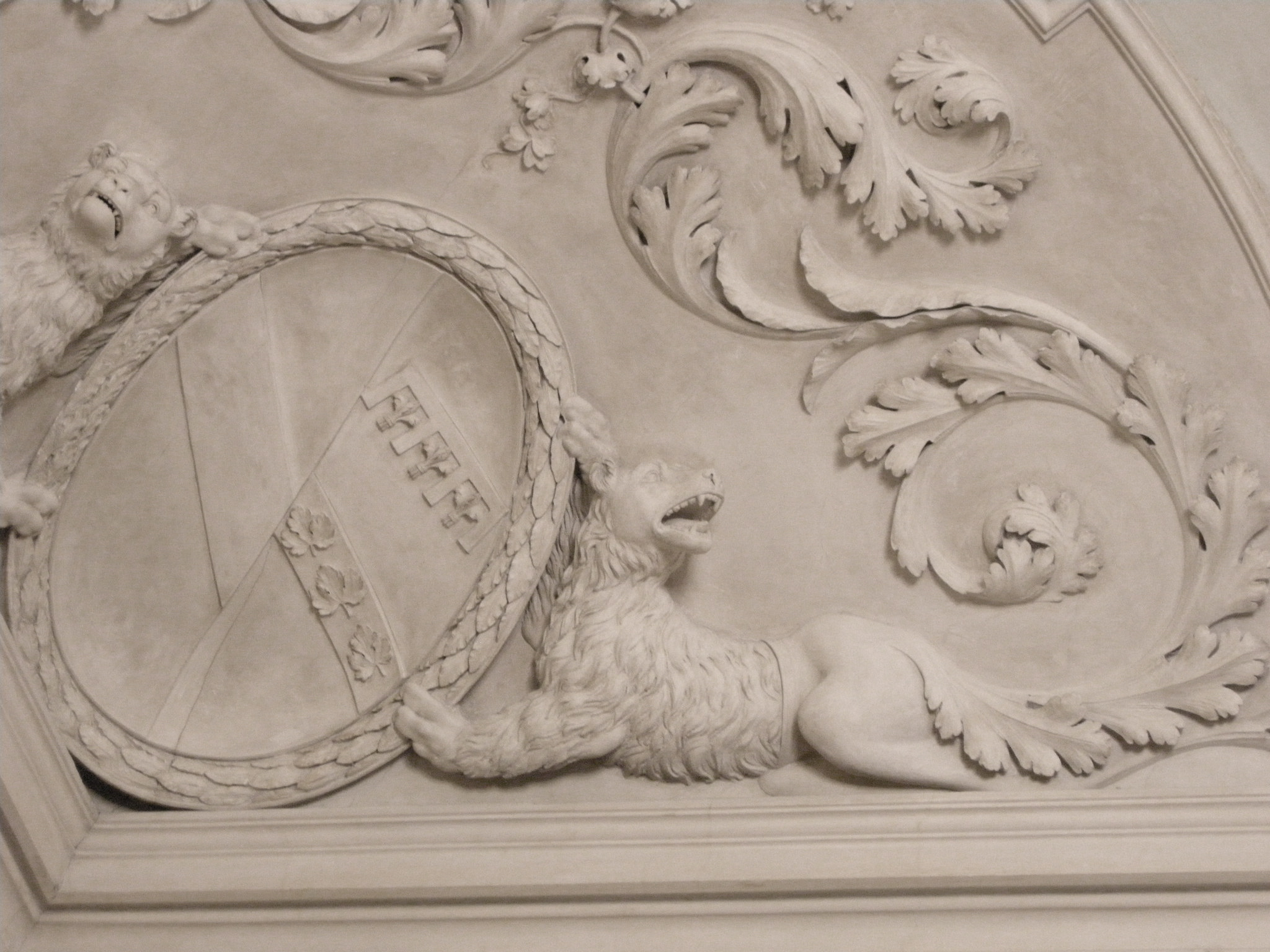
Stemma matrimoniale Compagni-Tolomei Gucci (palazzo Compagni, Firenze)

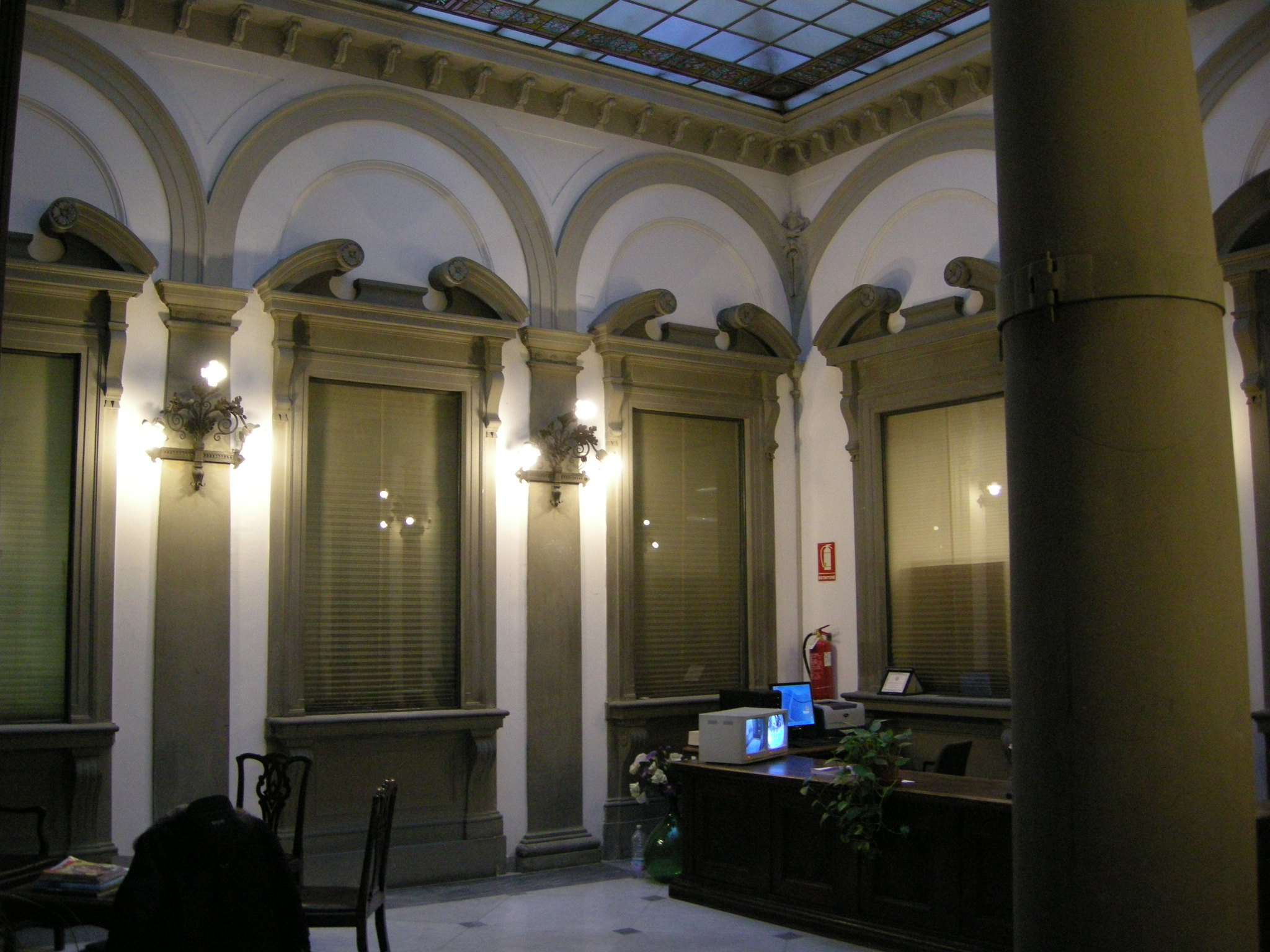
Interno di palazzo Compagni a Firenze

I Compagni furono una famiglia patrizia di Firenze, a cui appartenne lo storico Dino Compagni.

## Storia familiare
Originaria dei dintorni di Pisa, dove possedeva un castello, si inurbò come famiglia patrizia a Firenze alla metà del Duecento. Parteciparono alla battaglia di Montaperti e furono guelfi bianchi. Dino Compagni, contemporaneo di Dante Alighieri, raccontò straordinariamente la sua epoca nella sua Cronaca, che fu però pubblicata solo nel pieno Settecento, dopo essere stata conservata per secoli dalla sua famiglia. 
Furono banchieri, e rischiarono di restare coinvolti nei fallimenti a catena dei Bardi e Peruzzi. Ricoprirono anche varie cariche pubbliche nella Repubblica, arrivando a contare diciannove priori delle Arti e due Gonfalonieri di Giustizia, tra cui lo stesso Dino. 
Anche nei secoli successivi mantennero il ruolo di famiglia di rilievo in città, assurgendo spesso a onori nei periodi del principato medieco e lorenese, pur senza brillare in altre grandi personalità di spicco. Il loro palazzo familiare, palazzo Compagni, si trova in via Bufalini a Firenze, ed è ricco soprattutto di decorazioni sei-settecentesche.  

## Stemma
D'oro, alla banda nera. La banda era un distintivo delle antiche famiglie guelfe: il nero simboleggia la fedeltà, l'oro la forza e il comando.